# 亞當·華欽斯基
亞當·華欽斯基（波蘭語：Adam Waczyński，1989年10月15日—），波蘭籃球運動員，現在效力於波蘭籃球聯賽球隊Obradoiro CAB。他也代表波蘭國家籃球隊參賽，參加了2013年歐洲籃球錦標賽和2015年歐洲籃球錦標賽。